# コーラーカンパニー
コーラーカンパニー（英語: Kohler Co.）は、アメリカ合衆国ウィスコンシン州コーラーに本社を置く、衛生陶器やタイル、家具、エンジン、発電機等の製造販売、およびブランド名であるコーラーを展開するメーカーである。

## 歴史
1873年、オーストリアから移民したジョン・マイケル・コーラーとチャールズ・シルバーザーンによって共同設立され、ジョン・マイケル・コーラーの義父であるジェイコブ・ヴォルラスからシボイガンユニオンアイアンアンドスチールファウンドリーを5000ドルで購入した。ウィスコンシン州東部のミシガン湖畔の町にて創業した農機具や家具工場への部品等を生産する小さな工場が始まりであった。ジョン・マイケル・コーラーと同じく移民である従業員の家族を呼び寄せたこの場所は「KOHLER Village」、従業員宿舎は「アメリカンクラブ」と呼ばれた。
1883年、当時高価であった浴槽に替わるものとして、飼葉桶に「脚」を付けたものが、代表的な作品とされる「猫脚」の鋳鉄ホーロー浴槽の原点であるという。当時、鋳鉄ホーロー浴槽を世界に先駆けて送り出しており、それ以来、ヨーロッパ伝統のクラフトマンショップによってアメリカで最高の品質とデザインの水まわり製品メーカーへと成長したという。
1929年、浴槽としてニューヨークのメトロポリタン美術館に初めて展示され、世界にその名を馳せた。その後はアメリカ以外にも、カナダやフランス、スペイン、日本、東南アジア等の世界各国にて事業所を展開している。日本ではJPKが正規代理店を通して製品を展開している。

## 主な製品
- 浴槽
  - システムバス
- シャワー
- 洗面器
- トイレ
- 蛇口
- アクセサリー（タオルハンガーやトイレットペーパーホルダーなど）
- キャビネット
- 流し台
- 鋳物ホーロー
- その他設備商品

## 日本での展開
2025年現在、コーラーカンパニー日本支店が設置されておりメーカー自身が日本に展開している。販売については、正規ディストリビューターとして日鉄物産マテックス株式会社株式会社JPKの2社がある。